# Distrito judicial de la Selva Central
El distrito judicial de la Selva Central es una división administrativa del Poder Judicial del Perú. Tiene como sede la ciudad de La Merced y su competencia se extiende a las provincias de Chanchamayo y Satipo del departamento de Junín y la provincia de Oxapampa del departamento de Pasco.

## Historia
La historia de este distrito judicial está vinculada con la Corte Superior de Justicia de la Selva Central que fue creada por Resolución Administrativa N° 307-2017-CE-PJ del 18 de octubre de 2017 separándose del distrito judicial de Junín. Sin embargo, recién se instalaría a partir del 1 de enero de 2018.

## Conformación
El distrito judicial de la Selva Central cuenta con 33 Órganos Jurisdiccionales, entre ellos 3 Sala Superiores, dos en La Merced y una en Satipo, 18 Juzgados Especializados y 12 juzgados de Paz Letrado además de diversidad de juzgados de paz en las distintas localidades del distrito. 

## Jurisdicción
El distrito judicial de la Selva Central tiene jurisdicción sobre las provincias de Chanchamayo y Satipo del departamento de Junín y la provincia de Oxapampa del departamento de Pasco.